# هیکل دختر زیبا
هیکل دختر زیبا (ایتالیایی: il corpo della ragassa) یک کمدی سکسی سبک ایتالیایی به کارگردانی پاسکواله فستا کامپانیله است که در سال ۱۹۷۹ منتشر شد.

## بازیگران
- لی‌لی کاراتی
- انریکو ماریا سالرنو
- ماریسا بلی
- کلارا کولوسیمو
- جولیانا کالاندرا
- جینو پیرینس
- رنتسو مونتانیانی
- السا واتسولر